# La guerre dans le Haut Pays
La guerre dans le Haut Pays è un film del 1999 diretto da Francis Reusser.

## Trama
Durante l'inverno tra il 1797 e il 1798, Napoleone, assieme alle proprie truppe e ai propri alleati rivoluzionari, occupa i territori del futuro Canton Vaud e organizza l'imminente offensiva militare contro Berna.
Il clima entro cui vivono in Svizzera i due protagonisti, gli innamorati Julie e David, è quello di conflitto tra il sentimento anti-illuministico e il suo contrario.